# Douglas Steakley
Douglas Steakley (Ashtabula (Ohio), 1944) est un photographe américain de paysages.

## Récompenses
- 2003 : prix Ansel-Adams.

## Sources
- (en) Cet article est partiellement ou en totalité issu de l’article de Wikipédia en anglais intitulé « Douglas Steakley » (voir la liste des auteurs).